# 처녀자리 61 d
처녀자리 61 d는 지구로부터 처녀자리 방향으로 약 28 광년 떨어진 곳에 있는, G형 주계열성 처녀자리 61 주위를 돌고 있는 외계 행성이다. d의 질량은 지구의 22.9배이며 항성과 떨어진 거리는 지구-태양 간격의 약 절반 정도이다. 이는 태양~수성 거리보다는 멀며, 태양~금성 간격보다는 별에 더 가깝다. 다만 d는 우리 태양계 행성들에 비해 공전궤도가 많이 찌그러져 있으며, 이심률은 0.35로 큰 편이다. 최소 질량으로 보아 d는 천왕성 또는 해왕성과 비슷한 가스 행성일 것이다. 2009년 12월 14일 켁 천문대, 앵글로-오스트레일리안 천문대의 과학자들이 시선속도법을 이용, 이 행성의 존재를 발견했다. d와 함께 처녀자리 61을 도는 형제 행성 둘(처녀자리 61 b, c)도 함께 발견되었다.